# Frances Gifford
Pour les articles homonymes, voir Gifford.
Mary Frances Gifford, née à Long Beach (Californie) le 7 décembre 1920, morte à Pasadena (Californie) le 16 janvier 1994, est une actrice américaine ayant principalement tourné dans des productions des années 1930 et 1940.
Pendant la Deuxième guerre, avec d’autres stars du cinéma elle participera au Hollywood Victory Caravan de 1942, une tournée en train de deux semaines à travers les États-Unis, destinée à récolter des fonds pour le soutien à l'effort de guerre.

## Filmographie

### Cinéma
- 1937 : New Faces of 1937 de Leigh Jason : Une showgirl
- 1937 : Pension d'artistes (Stage Door) de Gregory La Cava : Mary McGuire
- 1937 : Living on Love de Lew Landers : Une passagère du bus
- 1938 : Night Spot de Christy Cabanne : La patronne du Night-Club
- 1938 : Having a Wonderful Time de Alfred Santell : Une vendeuse
- 1939 : Monsieur Smith au Sénat de Frank Capra : Petit rôle
- 1939 : Mercy Plane de Richard Harlan : Brenda Gordon
- 1940 : Hold That Woman! de Sam Newfield : Mary Mulvaney
- 1941 : Border Vigilantes de Derwin Abrahams : Helen Forbes
- 1941 : West Point Widow de Robert Siodmak : Daphne
- 1941 : La fille de la jungle (Jungle Girl) de John English et William Witney : Nyoka Meredith
- 1942 : André et les Fantômes (The Remarkable Andrew) de Stuart Heisler : Miss Halsey
- 1942 : Ton cœur est mon cœur (My Heart Belongs to Daddy) de Robert Siodmak : Grace Saunders
- 1942 : Tombstone, the Town Too Tough to Die de William C. McGann : Ruth Grant
- 1942 : Beyond the Blue Horizon d'Alfred Santell : Charlotte
- 1942 : La Clé de verre (The Glass Key) de Stuart Heisler : Une infirmière
- 1942 : Far West (American Empire) de William C. McGann : Abigail Taylor
- 1942 : Star Spangled Rhythm de George Marshall : Frances Gifford
- 1943 : Le Triomphe de Tarzan (Tarzan Triumphs) de  Wilhelm Thiele : Zandra
- 1943 : Henry Aldrich Gets Glamour d'Hugh Bennett : Hilary Dane
- 1943 : Cry Havoc, de Richard Thorpe : Helen
- 1944 : Le mariage est une affaire privée (Mariage is a private affair) de Robert Z. Leonard : Sissy Mortimer
- 1945 : Frisson d'amour (Thrill of a Romance) de  Richard Thorpe : Maude Bancroft
- 1945 : Our Vines Have Tender Grapes de Roy Rowland : Viola Johnson
- 1945 : She Went to the Races de Willis Goldbeck : Dr. Ann Wotters
- 1946 : Little Mister Jim de Fred Zinnemann : Jean Tukker
- 1947 : L'affaire Arnelo (The Arnelo Affair) de Arch Oboler : Anne Parkson
- 1948 : Amour en croisière (Luxury Liner) de Richard Whorf : Laura Dene
- 1950 : Jour de chance (Riding High) de Frank Capra : Margaret Higgins
- 1953 : Commando du ciel (Sky Commando) de Fred F. Sears : Jo McWethy

### Télévision
- 1953 : Fireside Theatre (Série TV) : Margaret
- 1953 : General Electric Theater (Série TV) : Evelyn Crewes